# Блох, Конрад Эмиль
Ко́нрад Эми́ль Блох (нем. Konrad Emil Bloch, 21 января, 1912, Найсе, Германская империя, ныне Ныса Опольское воеводство, Польша — 15 октября, 2000, Лексингтон, Массачусетс, США) — немецко-американский биохимик, лауреат Нобелевской премии по физиологии и медицине в 1964 году (совместно с Феодором Линеном) «за открытия, касающиеся механизмов и регуляции обмена холестерина и жирных кислот».
Эмерит-профессор Гарварда, член Национальной академии наук США (1956). Удостоен Национальной научной медали США в 1988 году.

## Биография
В 1934 году окончил Мюнхенский технический университет по химической инженерии. Поскольку он был евреем, нацисты помешали ему продолжить учёбу. Он переехал в Швейцарию, а после — в США.
Степень доктора философии по биохимии получил в Колумбийском университете в 1938 году.
В 1946—1954 годах преподавал в Чикагском университете.
С 1982 года эмерит-профессор Гарварда.
В 1992 году подписал «Предупреждение человечеству».
Иностранный член Лондонского королевского общества (1985).